# 212797 Lipei
212797 Lipei este o planetă minoră (asteroid) din centura de asteroizi. A fost descoperită pe 9 octombrie 2007 la Xuyi County⁠(d) de Observatorul de pe Muntele Purpuriu⁠(d). 
Obiectul prezintă o orbită caracterizată de o semiaxă mare de 2,7653937692696 UAi, o excentricitate de 0,08, o înclinație de 5,8 ° în raport cu ecliptica.